# Gnamptogenys europaea
Gnamptogenys europaea är en myrart som först beskrevs av Mayr 1868.  Gnamptogenys europaea ingår i släktet Gnamptogenys och familjen myror. Inga underarter finns listade i Catalogue of Life.